# Asamblea Estatal de la República de Mari-El
La Asamblea Estatal de la República de Mari-El (en ruso: Государственное собрание Республики Марий Эл; en mari oriental: Марий Эл Республикысе Кугыжаныш Погын; y en mari de las colinas: Мары Эл Республикын Кугижаншы Погынымаш) es el máximo órgano legislativo unicameral del poder estatal en Mari-El. Se renueva por 5 años desde la reforma política de 2004 mediante elecciones libres en todo el territorio de la República. Está formado por 52 diputados elegidos según un sistema mixto, 39 escaños se eligen en circunscripciones de mandato único mientras que otros trece se eligen por listas partidistas.

## Presidentes
| Convocación | Presidente                   | Período de liderazgo                           |
| ----------- | ---------------------------- | ---------------------------------------------- |
| 1           | Anatoli Anatólievich Smirnov | 6 de enero de 1994 - 6 de octubre de 1996      |
| 2           | Mijaíl Mijáilovich Zhúkov    | 6 de noviembre de 1996 - 8 de octubre de 2000  |
| 3           | Yuri Alexándrovich Minakov   | 27 de octubre de 2000 - 10 de octubre de 2004  |
| 4           | Yuri Alexándrovich Minakov   | 4 de noviembre de 2004-11 de octubre de 2009   |
| 5           | Yuri Alexándrovich Minakov   | 28 de octubre de 2009-14 de septiembre de 2014 |
| 6           | Yuri Alexándrovich Minakov   | 2 de octubre de 2014-8 de septiembre de 2019   |
| 7           | Anatoli Vasílievich Smirnov  | 2 de octubre de 2019-presente                  |

## I Legislatura (1994-1996)
En 1993, en Mari-El, como en toda Rusia, se inició una reforma constitucional que debía resolver la cuestión de la adopción de una nueva constitución y un nuevo principio para la elección del órgano legislativo en Mari-El. Las elecciones de los diputados de la primera convocatoria de la Asamblea Estatal de la República de Mari-El tuvieron lugar el 12 de diciembre de 1993. De conformidad con la Ley de la República de Mari-El «Sobre la reforma del máximo órgano representativo del poder de la República de Mari-El para el período de reforma constitucional», los diputados de la primera convocatoria fueron elegidos por un período de 2 años. Se eligieron 30 diputados: 22 en distritos electorales de mandato único, y 8 diputados o el 25 por ciento en el distrito electoral exclusivamente republicano. El periodo constitucional duró oficialmente del 6 de enero de 1994 al 6 de enero de 1996; aunque se retrasó la convocatoria de elecciones, por lo que su duración efectiva fue hasta el 6 de octubre de 1996.

## II Legislatura (1996-2000)
Según la Constitución recién adoptada, los diputados de la segunda convocatoria fueron elegidos por un período de 4 años. En las elecciones celebradas el 6 de octubre de 1996 se eligieron 67 diputados: 50 diputados en distritos electorales de mandato único con igual número de electores y 17 diputados en distritos administrativo-territoriales, a razón de un diputado por cada distrito y ciudad de importancia republicana.

## III Legislatura (2000-2004)
El 8 de octubre de 2000 fueron elegidos 67 diputados de la tercera convocatoria de la Asamblea del Estado . Las elecciones se celebraron mediante un sistema electoral mayoritario.

## IV Legislatura (2004-2009)
Los diputados de la IV Legisltura, compuesta por 52 personas, fueron elegidos según el sistema mixto por un período de 5 años. Las elecciones tuvieron lugar el 10 de octubre de 2004.
Grupos parlamentarios
| Fracción                                | Supervisor                    | Número de diputados |
| --------------------------------------- | ----------------------------- | ------------------- |
| Rusia Unida                             | Vladímir Ivánovich Mujin      | 34                  |
| Partido Comunista de la Federación Rusa | Iván Ivánovich Kazankov       | 6                   |
| Partido Agrario                         | Mijaíl Mijáilovich Zhúkov     | 4                   |
| Rusia Justa: Patria/Pensionistas/Vida   | Valentina Timofeevna Zlobina  | 4                   |
| Partido Liberal-Demócrata de Rusia      | Anatoli Artémievich Bogomólov | 2                   |

Comités
| Comité                                    | Supervisor      |
| ----------------------------------------- | --------------- |
| De leyes                                  | Y. G. Buyánov   |
| De presupuestos, impuestos y finanzas     | A. A. Salnikov  |
| De desarrollo social                      | V. T. Zlobina   |
| De salud, cultura y deporte               | G. G. Várchenko |
| De desarrollo del complejo agroindustrial | A. A. Pushkarev |
| De desarrollo del complejo productivo     | X. K. Bashirov  |

## V Legislatura (2009-2014)
52 diputados electos, de los cuales 44 eran miembros del partido Rusia Unida, 6 miembros del Partido Comunista de la Federación Rusa y 2 miembros del partido Partido Liberal-Demócrata de Rusia, fueron elegidos bajo un sistema mixto el 11 de octubre de 2009.
Grupos parlamentarios
| Fracción          | Supervisor                   | Número de diputados |
| ----------------- | ---------------------------- | ------------------- |
| Rusia Unida       | Vladímir Ivánovich Mujin     | 44                  |
| Partido Comunista |                              | 6                   |
| LDPR              | Antón Mijáilovich Zamijovski | 2                   |

Comités y comisiones
| Comité                                              | Supervisor      |
| --------------------------------------------------- | --------------- |
| De leyes                                            | YU. G. Buyánov  |
| De presupuestos                                     | A. A. Salnikov  |
| De desarrollo social                                | O. N. Tsvetkova |
| De salud                                            | G. G. Várchenko |
| De desarrollo del complejo agroindustrial           | A. A. Novikov   |
| De desarrollo del complejo productivo               | X. K. Bashirov  |
| Comisión                                            | Supervisor      |
| para el seguimiento del cumplimiento del Reglamento | V. I. Makárov   |
| sobre cuestiones de ética parlamentaria             | G. G. Varchenko |
| editorial                                           | A.N.Ivánov      |

## VI Legislatura (2014-2019)

Distribución de la Asamblea Estatal de la VI convocatoria.

El 14 de septiembre de 2014 se eligieron 52 diputados de la VI legislatura, de los cuales 46 eran miembros de Rusia Unida, 4 lo eran del Partido Comunista de la Federación de Rusia y 2 lo eran del Partido Liberal-Demócrata de Rusia.
Grupos parlamentarios
| Fracción          | Supervisor                   | Número de diputados |
| ----------------- | ---------------------------- | ------------------- |
| Rusia Unida       | Vladímir Ivánovich Mujin     | 46                  |
| Partido Comunista | Guennadi Grigórievich Zubkov | 4                   |
| PL-DR             | Yevgueni Aleksiévich Remnev  | 2                   |

Comités y comisiones
| Comité | Supervisor      |
| --- | --------------- |
| De leyes | M. N. Shvetsov  |
| De presupuestos | A. A. Salnikov  |
| De desarrollo social | O. N. Tsvetkova |
| De salud | A. V. Smirnov   |
| De desarrollo del complejo agroindustrial | A. A. Novikov   |
| De desarrollo del complejo productivo | X. K. Bashirov  |
| Comisión | Supervisor      |
| para el seguimiento del cumplimiento del Reglamento | E. S. Rosíski   |
| sobre cuestiones de ética parlamentaria | O. N. Tsvetkova |
| Editorial | A. N. Ivánov    |
| sobre el seguimiento de la fiabilidad de la información sobre ingresos, bienes y obligaciones relacionadas con la propiedad presentada por los diputados de la Asamblea Estatal de la República de Mari El | A. A. Salnikov  |

## VII Legislatura (2019-2024)
El 8 de septiembre de 2019 fueron elegidos 52 diputados de la VII convocatoria, de los cuales 35 son miembros de Rusia Unida, 9 son miembros del Partido Comunista de la Federación Rusa, 3 son miembros del PL-DR y 3 son miembros de Rusia Justa.
Grupos parlamentarios
| Fracción    | Supervisor          | Número de diputados |
| ----------- | ------------------- | ------------------- |
| Rusia Unida | Vladímir Mujin      | 35                  |
| Comunistas  | Gennadi Zubkov      | 9                   |
| PL-DR       | Antón Mirbadalev    | 3                   |
| Rusia Justa | Natalia Glúshchenko | 3                   |

Comités y comisiones
| Comité | Presidente       |
| --- | ---------------- |
| De leyes | A. V. Pavlov     |
| De presupuestos | M. D. Vajitova   |
| De salud, cultura y deporte | M. P. Kuzmín     |
| De desarrollo social | A. A. Kartashov  |
| De desarrollo del complejo productivo | I. L. Bondarchuk |
| De desarrollo del complejo agroindustrial | A. A. Novikov    |
| Comisión | Presidente       |
| para el seguimiento del cumplimiento del Reglamento | A. V. Pavlov     |
| sobre cuestiones de ética parlamentaria | A. A. Kartashov  |
| editorial | N. N. Kozlova    |
| controlar la confiabilidad de la información sobre ingresos, bienes y obligaciones patrimoniales de las personalidades representantes [diputados] de la Asamblea Estatal de la República de Mari-El | M. D. Vajitova   |

## Composición étnica
Composición étnica de la Asamblea Estatal de la República de Mari-El de las convocatorias I-VII:
| Национальность | I legislatura | I legislatura | II legislatura | II legislatura | III legislatura | III legislatura | IV legislatura | IV legislatura | V legislatura | V legislatura | VI legislatura | VI legislatura | VII legislatura | VII legislatura |
| -------------- | ------------- | ------------- | -------------- | -------------- | --------------- | --------------- | -------------- | -------------- | ------------- | ------------- | -------------- | -------------- | --------------- | --------------- |
| Национальность | Escaños       | %             | Escaños        | %              | Escaños         | %               | Escaños        | %              | Escaños       | %             | Escaños        | %              | Escaños         | %               |
| Maris          | 13            | 43,33         | 17             | 25,37          | 18              | 26,87           | 11             | 21,15          | 15            | 28,85         | 10             | 19,23          | 14              | 26,92           |
| Rusos          | 14            | 46,67         | 39             | 58,21          | 41              | 61,19           | 31             | 59,62          | 29            | 55,77         | 34             | 65,38          | 32              | 61,54           |
| Tártaros       | 2             | 6,67          | 4              | 5,97           | 5               | 7,46            | 4              | 7,69           | 1             | 1,92          | 5              | 9,62           | 4               | 7,69            |
| Chuvasios      | -             | 0             | 2              | 2,99           | 3               | 4,48            | 3              | 5,77           | 5             | 9,62          | 1              | 1,92           | -               | 0               |
| Otros          | 1             | 3,33          | 5              | 7,46           | -               | 0               | 3              | 5,77           | 2             | 3,85          | 1              | 1,92           | 2               | 3,85            |
| Total          | 30            | -             | 67             | -              | 67              | -               | 52             | -              | 52            | -             | 52             | -              | 52              | -               |